# Copa del Emperador 2023
La Copa del Emperador 2023 (en japonés : 天皇杯 JFA 第103回全日本サッカー選手権大会) fue la 103.ª edición del torneo de fútbol más antiguo de Japón. 
Para la edición de 2023 el formato no presentó ningún cambio con respecto a la previa edición. Cómo es usual los participantes fueron 88 (los 18 de la J1 League, los 22 de la J2 League, el mejor equipo amateur y los 47 ganadores de los torneos de prefecturas).
El campeón defensor fue el equipo de J2 League, Ventforet Kofu, quien derrotó en la final al Sanfrecce Hiroshima vía penales la edición pasada.

## Calendario
El calendario de la primera ronda hasta los cuartos de final fue anunciado el 20 de diciembre de 2022. Las fechas de la semifinales y la final aún no han sido anunciadas por la  JFA, debido a la incertidumbre de una posible reprogramación de la Copa Asiática 2023, lo que haría qué se reprogramen varios partidos.
| Ronda            | Fecha                           | Partidos | Equipos            | Equipos nuevos en la competición                                    |
| ---------------- | ------------------------------- | -------- | ------------------ | ------------------------------------------------------------------- |
| Primera ronda    | 20–22 de mayo                   | 24       | 48 (47+1) → 24     | - 1 equipo amateur - 47 campeones de las ligas de Prefecturas.      |
| Segunda ronda    | 7 de junio (21 de junio)        | 32       | 64 (24+18+22) → 32 | - 18 equipos de la J1 League 2023 - 22 equipos de la J2 League 2023 |
| Tercera ronda    | 12 julio (19 julio)             | 16       | 32 → 16            |                                                                     |
| Cuarta ronda     | 2 de agosto (9 de agosto)       | 8        | 16 → 8             |                                                                     |
| Cuartos de final | 30 de agosto (13 de septiembre) | 4        | 8 → 4              |                                                                     |
| Semifinales      | 8 de octubre                    | 2        | 4 → 2              |                                                                     |
| Final            | 9 de diciembre                  | 1        | 2 → 1              |                                                                     |

## Equipos participantes
Entre paréntesis: La cantidad de veces que el equipo participó en la Copa del Emperador (Incluyendo la edición de 2023).
| J1 League 2023 Todos los equipos se unen en la segunda ronda | J2 League 2023 Todos los equipos se unen en la segunda ronda | Mejores equipos amateur Se unen en la primera ronda | Los 47 campeones de las ligas de prefecturas Todos los equipos se unen en la primera ronda | Los 47 campeones de las ligas de prefecturas Todos los equipos se unen en la primera ronda |
| - Albirex Niigata (31) - Avispa Fukuoka (31) - Cerezo Osaka (54) - Consadole Sapporo (42) - Gamba Osaka (43) - Kashima Antlers (39) - Kashiwa Reysol (55) - Kawasaki Frontale (40) - Kyoto Sanga FC (40) - Nagoya Grampus (46) - Sagan Tosu (31) - Sanfrecce Hiroshima (71) - Shonan Bellmare (51) - FC Tokyo (29) - Urawa Red Diamonds (58) - Vissel Kobe (37) - Yokohama F. Marinos (45) - Yokohama FC (24) | - Blaublitz Akita (30) - Fagiano Okayama (15) - Fujieda MYFC (5) - Iwaki FC (6) - JEF United Chiba (56) - Júbilo Iwata (46) - FC Machida Zelvia (11) - Mito HollyHock (27) - Montedio Yamagata (31) - Omiya Ardija (28) - Oita Trinita (27) - Renofa Yamaguchi FC (19) - Roasso Kumamoto (23) - Shimizu S-Pulse (31) - Thespakusatsu Gunma (20) - Tochigi SC (23) - Tokushima Vortis (35) - Tokyo Verdy (48) - V-Varen Nagasaki (16) - Vegalta Sendai (29) - Ventforet Kofu (31) - Zweigen Kanazawa (19) | - Honda FC (43)                                     | - Hokkaido: BTOP Hokkaido (1) - Aomori: Vanraure Hachinohe (11) - Iwate: Iwate Grulla Morioka (16) - Miyagi:Sony Sendai (24) - Akita: Universidad North Asia (2) - Yamagata: Universidad de Yamagata FM (4) - Fukushima: Fukushima United (11) - Ibaraki: Universidad de Tsukuba (33) - Tochigi: Tochigi City (13) - Gunma: Tonan Maebashi (7) - Saitama: Universidad Internacional de Tokyo FC (3) - Chiba: Briobecca Urayasu (6) - Tokyo: Criacao Shinjuku (1) - Kanagawa: SC Sagamihara (2) - Yamanashi: Universidad Yamanashi Gakuin Pegasus (5) - Nagano: Nagano Parceiro (11) - Niigata: Universidad SB Niigata (7) - Toyama: Kataller Toyama (14) - Ishikawa: Universidad Hokuriku (6) - Fukui: Fukui United (15) - Shizuoka: Azul Claro Numazu (2) - Aichi: Maruyasu Okazaki (5) - Mie: Veertien Mie (3) - Gifu: FC Gifu (17) | - Shiga: Reilac Shiga (10) - Kyoto: Laranja Kyoto (1) - Osaka: Universidad Kansai (18) - Hyōgo: Centro Cuore Harima (11) - Nara: Nara Club (14) - Wakayama: Arterivo Wakayama (15) - Tottori: Gainare Tottori (25) - Shimane: Belugarosso Iwami (2) - Okayama: Mitsubishi Mizushima (15) - Hiroshima: SRC Hiroshima (7) - Yamaguchi: Baleine Shimonoseki (3) - Kagawa: Kamatamare Sanuki (23) - Tokushima: FC Tokushima (8) - Ehime: FC Imabari (13) - Kōchi: Kochi United (8) - Fukuoka: Giravanz Kitakyushu (14) - Saga: Brew Kashima (11) - Nagasaki: Mitsubishi Nagasaki SC (10) - Kumamoto: Universidad de Tokai- Kumamoto (4) - Ōita: Verspah Oita (13) - Miyazaki: Tegevajaro Miyazaki (3) - Kagoshima: Kagoshima United (9) - Okinawa: FC Ryukyu (16) |

## Rondas clasificatorias
Los equipos de J1 League y J2 League clasificaron directamente a la segunda ronda, los demás equipos debieron jugar las fases clasificatorias de la Copa del Emperador (exceptuando el equipo elegido por la JFA, que participó directamente en segunda ronda), teniendo que jugar una clasificación prefectural, las regulaciones y fechas varían en función de cada prefectura. En total, fueron 47 ganadores de las copas prefecturales, con los ganadores de cada copa prefectural clasificando al cuadro principal, todos ellos empezaron a competir desde la primera ronda.
| 5 de mayo Hokkaido Final | Hokkaido Tokachi Sky Earth | 0–1 | BTOP Hokkaido | Sapporo                           |  |
| 13:00 JST                |                            |     |               | Estadio: Parque de Fútbol Sapporo |  |

| 16 de abril Akita Final | Universidad North Asia | 4–1 | TDK Shinwakai | Akita                              |  |
| 10:00 JST               |                        |     |               | Estadio: Space Project Dream Field |  |

| 7 de mayo Iwate Final | Iwate Grulla Morioka | 7–1 | Ganju Iwate | Morioka                 |  |
| 14:00 JST             |                      |     |             | Estadio: Estadio Iwagin |  |

| 7 de mayo Aomori Final | Vanraure Hachinohe | 2–0 | Blancdieu Hirosaki | Hachinohe                 |  |
| 13:00 JST              |                    |     |                    | Estadio: Estadio Prifoods |  |

| 7 de mayo Miyagi Final | Sony Sendai | 3–1 | Universidad Sendai | Rifu                                             |  |
| 13:00 JST              |             |     |                    | Estadio: Campo de fútbol Miyagi Co-op Megumino A |  |

| 23 de abril Yamagata Final | Universidad de Yamagata FM | 3–1 | Universidad de Yamagata | Yamagata                                           |  |
| 11:00 JST                  |                            |     |                         | Estadio: Estadio atlético de la ciudad de Yamagata |  |

| 7 de mayo Fukushima Final | Fukushima United | 7–0 | Universidad Internacional Higashi Nippon | Fukushima             |  |
| 13:00 JST                 |                  |     |                                          | Estadio: Toho Stadium |  |

| 7 de mayo Fukui Final | Fukui United | 4–0 | Sakai Phoenix | Fukui                             |  |
| 13:00 JST             |              |     |               | Estadio: Estadio Technoport Fukui |  |

| 7 de mayo Nagano Final | Matsumoto Yamaga | 1–1 (4–5 p) | Nagano Parceiro | Nagano                |  |
| 14:00 JST              |                  |             |                 | Estadio: Sunpro Alwin |  |

| 7 de mayo Toyama Final | Kataller Toyama | 0–0 (4–2 p) | Toyama Shinjo | Toyama                                              |  |
| 13:00 JST              |                 |             |               | Estadio: Parque Atlético de Recreacciones de Toyama |  |

| 7 de mayo Niigata Final | Universidad SB Niigata | 3–2 | Universidad SB Niigata FC | Shibata                                      |  |
| 15:00 JST               |                        |     |                           | Estadio: Estadio atlético del parque Izimino |  |

| 7 de mayo Ishikawa Final | Universidad Hokuriku | 2–0 | Kanazawa Gakuin University | Kanazawa                               |  |
| 13:00 JST                |                      |     |                            | Estadio: Estadio de Fútbol de Kanazawa |  |

| 7 de mayo Gunma Final | Tonan Maebashi | 2–0 | Thespakusatsu Challengers | Maebashi                                    |  |
| 10:00 JST             |                |     |                           | Estadio: Estadio de Fútbol Gunma Shikishima |  |

| 7 de mayo Ibaraki Final | Universidad de Tsukuba | 2–0 | Ryutsu Keizai Dragons Ryugasaki | Hitachinaka                               |  |
| 13:00 JST               |                        |     |                                 | Estadio: Estadio municipal de Hitachinaka |  |

| 7 de mayo Tochigi Final | Universidad Sakushin Gakuin | 0–8 | Tochigi City | Utsunomiya                     |  |
| 13:00 JST               |                             |     |              | Estadio: Tochigi Green Stadium |  |

| 7 de mayo Yamanashi Final | Universidad Yamanashi Gakuin Pegasus | 3–1 | USC Nanaho | Kofu                             |  |
| 13:00 JST                 |                                      |     |            | Estadio: Estadio JIT Recycle Ink |  |

| 7 de mayo Chiba Final | Briobecca Urayasu | 2–1 | Universidad Juntendo | Narashino                         |  |
| 13:00 JST             |                   |     |                      | Estadio: Campo de fútbol Frontier |  |

| 7 de mayo Tokio Final | Universidad Meiji | 0–1 | Criacao Shinjuku | Tokio                               |  |
| 14:00 JST             |                   |     |                  | Estadio: Ajinomoto Field Nishigaoka |  |

| 22 de abril Saitama Final | Universidad Internacional de Tokio | 1–0 | Universidad Josai | Saitama                       |  |
| 13:00 JST                 |                                    |     |                   | Estadio: Estadio Saitama 2002 |  |

| 7 de mayo Kanagawa Final | YSCC Yokohama | 0–2 | SC Sagamihara | Yokohama                   |  |
| 13:00 JST                |               |     |               | Estadio: Estadio Mitsuzawa |  |

| 7 de mayo Mie Final | Veertien Mie | 7–0 | Suzuka Point Getters | Suzuka                              |  |
| 13:05 JST           |              |     |                      | Estadio: Jardín Deportivo de Suzuka |  |

| 6 de mayo Gifu Final | FC Gifu | 11–0 | Universidad Gifu Shotoku Gakuen | Gifu                            |  |
| 13:00 JST            |         |      |                                 | Estadio: Gifu Nagaragawa Meadow |  |

| 6 de mayo Aichi Final | Maruyasu Okazaki | 3–0 | Universidad Chukyo | Nagoya                         |  |
| 13:00 JST             |                  |     |                    | Estadio: Estadio Nagoya Minato |  |

| 7 de mayo Shizuoka Final | Azul Claro Numazu | 3–0 | Universidad Tokoha | Numazu                                  |  |
| 13:00 JST                |                   |     |                    | Estadio: Estadio del parque de Ashitaka |  |

| 7 de mayo Nara Final | Nara Club | 1–0 | Asuka FC | Kashihara                                      |  |
| 13:05 JST            |           |     |          | Estadio: Estadio atlético del parque Kashihara |  |

| 7 de mayo Hyogo Final | Centro Cuore Harima | 3–2 | Universidad Kwansei Gakuin | Sumoto                                    |  |
| 14:00 JST             |                     |     |                            | Estadio: Parque Deportivo ASPA Goshikidai |  |

| 7 de mayo Shiga Final | Reilac Shiga | 2–1 | Lagend Shiga | Higashiomi                      |  |
| 13:00 JST             |              |     |              | Estadio: Nunobiki Green Stadium |  |

| 7 de mayo Wakayama Final | Wakayama Kihoku Shukyudan | 1–5 | Arterivo Wakayama | Wakayama                            |  |
| 13:00 JST                |                           |     |                   | Estadio: Estadio Atlético Kimiidera |  |

| 7 de mayo Kioto Final | AS Laranja Kyoto | 0–0 (5–4 p) | Universidad Doshisha | Kioto                     |  |
| 13:00 JST             |                  |             |                      | Estadio: Estadio de Kioto |  |

| 7 de mayo Osaka Final | FC Osaka | 0–2 | Universidad de Kansai | Sakai                  |  |
| 13:00 JST             |          |     |                       | Estadio: J-Green Sakai |  |

| 23 de abril Okayama Final | Mitsubishi Mizushima FC | 1–1 (8–7 p) | NTN Okayama FC | Okayama                     |  |
| 13:00 JST                 |                         |             |                | Estadio: Estadio City Light |  |

| 23 de abril Shimane Final | Hikawa Cosmos | 0–7 | Belugarosso Iwami | Masuda                                |  |
| 13:30 JST                 |               |     |                   | Estadio: Estadio de Fútbol de Shimane |  |

| 23 de abril Tottori Final | Gainare Tottori | 6–1 | Yonago Genki | Tottori                    |  |
| 12:00 JST                 |                 |     |              | Estadio: Estadio Axis Bird |  |

| 23 de abril Hiroshima Final | Fukuyama City | 1–1 (4–5 p) | SRC Hiroshima | Hiroshima                                   |  |
| 13:00 JST                   |               |             |               | Estadio: Estadio del Gran Arco de Hiroshima |  |

| 23 de abril Yamaguchi Final | Universidad Shunan | 0–2 | Baleine Shimonoseki | Shimonoseki              |  |
| 10:30 JST                   |                    |     |                     | Estadio: Parque Nogihama |  |

| 7 de mayo Ehime Final | FC Imabari | 1–0 | Ehime FC | Matsuyama                  |  |
| 19:00 JST             |            |     |          | Estadio: Ningineer Stadium |  |

| 7 de mayo Kochi Final | Kochi United | 2–0 | Universidad Kochi | Kōchi                                  |  |
| 13:00 JST             |              |     |                   | Estadio: Kochi Haruno Athletic Stadium |  |

| 7 de mayo Kagawa Final | Kamatamare Sanuki | 8–0 | Tadotsu FC | Takamatsu                          |  |
| 13:00 JST              |                   |     |            | Estadio: Parque Atlético de Kagawa |  |

| 7 de mayo Tokushima Final | Yellow Monkeys | 0–3 | FC Tokushima | Naruto                       |  |
| 14:00 JST                 |                |     |              | Estadio: Estadio Pocarisweat |  |

| 23 de abril Fukuoka Final | Giravanz Kitakyushu | 1–0 | Universidad de Fukuoka | Fukuoka                     |  |
| 13:00 JST                 |                     |     |                        | Estadio: Estadio Best Denki |  |

| 7 de mayo Kumamoto Final | Universidad de Tokai | 2–1 | FCK MarryGold | Kashima                                      |  |
| 10:00 JST                |                      |     |               | Estadio: Cosmos Centro de Fútbol de Kumamoto |  |

| 7 de mayo Oita Final | Verspah Oita | 2–2 (6–5 p) | J-Lease FC | Oita                       |  |
| 11:00 JST            |              |             |            | Estadio: Resonac Dome Oita |  |

| 7 de mayo Saga Final | Brew Kashima | 2–1 | Universidad de Saga | Tosu                                |  |
| 11:00 JST            |              |     |                     | Estadio: Estadio Ekimae Real Estate |  |

| 7 de mayo Nagasaki Final | MD Nagasaki | 0–0 (3–4 p) | Mitsubishi Heavy Industries Nagasaki | Isahaya                               |  |
| 13:00 JST                |             |             |                                      | Estadio: Estadio Transcosmos Nagasaki |  |

| 7 de mayo Miyazaki Final | Tegevajaro Miyazaki | 1–0 | Minebea Mitsumi | Miyazaki                                                            |  |
| 13:00 JST                |                     |     |                 | Estadio: Estadio atlético del parque Deportivo Miyazaki Ikimenomori |  |

| 7 de mayo Kagoshima Final | Kagoshima United | 1–0 | NIFS Kanoya | Kagoshima                  |  |
| 13:00 JST                 |                  |     |             | Estadio: Shiranami Stadium |  |

| 7 de mayo Okinawa Final | FC Ryukyu | 2–0 | Okinawa SV | Okinawa                              |  |
| 13:00 JST               |           |     |            | Estadio: Estadio Tapic Kenso Hiyagon |  |

## Primera ronda
Los encuentros fueron sorteados el 22 de marzo de 2023. Excepto para Honda FC, quien fue excluido de las clasificaciones prefecturales debido a que tenía el grado de mejor equipo amateur, ningún otro equipo clasificó para el torneo. Entre paréntesis la división donde pertenecían.
| 21 de mayo Partido 1 | Briobecca Urayasu (5) | 3 - 2 | Universidad de Tsukuba (5) | Ichihara                   |  |
| 13:00 JST            |                       |       |                            | Estadio: ZA Oripri Stadium |  |

| 21 de mayo Partido 2 | Kataller Toyama (3) | 2 - 1 | Universidad Hokuriku (5) | Takaoka                      |  |
| 13:00 JST            |                     |       |                          | Estadio: Takaoka Sports Core |  |

| 21 de mayo Partido 3 | Reilac Shiga (4) | 2 - 1 | Azul Claro Numazu (3) | Hikone                         |  |
| 13:00 JST            |                  |       |                       | Estadio: Hikone Sports Stadium |  |

| 21 de mayo Partido 4 | Veertien Mie (4) | 2 - 0 | Gainare Tottori (3) | Suzuka                            |  |
| 13:00 JST            |                  |       |                     | Estadio: Mie Suzuka Sports Garden |  |

| 20 de mayo Partido 5 | Arterivo Wakayama (5) | 1 - 3 | Universidad de Kansai (5) | Wakayama                            |  |
| 13:00 JST            |                       |       |                           | Estadio: Kimiidera Athletic Stadium |  |

| 21 de mayo Partido 6 | Vanraure Hachinohe (3) | 2 - 3 | Sony Sendai (4) | Hachinohe                 |  |
| 13:00 JST            |                        |       |                 | Estadio: Prifoods Stadium |  |

| 21 de mayo Partido 7 | Nara Club (3) | 0 - 1 | Honda FC (4) | Nara                      |  |
| 13:00 JST            |               |       |              | Estadio: Rohto Field Nara |  |

| 20 de mayo Partido 8 | Nagano Parceiro (3) | 2 - 0 | Laranja Kyoto (6) | Matsumoto             |  |
| 13:00 JST            |                     |       |                   | Estadio: Sunpro Alwin |  |

| 20 de mayo Partido 9 | Kamatamare Sanuki (3) | 2 - 1 | Brew Kashima (5) | Marugame                |  |
| 15:00 JST            |                       |       |                  | Estadio: Pikara Stadium |  |

| 21 de mayo Partido 10 | Fukui United (5) | 0 - 1 | Centro Cuore Harima (5) | Sakai                             |  |
| 13:00 JST             |                  |       |                         | Estadio: Technoport Fukui Stadium |  |

| 21 de mayo Partido 11 | BTOP Hokkaido (5) | 7 - 0 | Universidad de Yamagata FM (8) | Sapporo                            |  |
| 13:00 JST             |                   |       |                                | Estadio: Sapporo Atsubetsu Stadium |  |

| 21 de mayo Partido 12 | Giravanz Kitakyushu (3) | 2 - 2 (4 - 1 p) | Kagoshima United (3) | Kitakyushu                               |  |
| 13:00 JST             |                         |                 |                      | Estadio: Mikuni World Stadium Kitakyushu |  |

| 20 de mayo Partido 13 | Tochigi City (5) | 4 - 1 | Maruyasu Okazaki (4) | Utsunomiya                     |  |
| 13:00 JST             |                  |       |                      | Estadio: Tochigi Green Stadium |  |

| 21 de mayo Partido 14 | Belugarosso Iwami (5) | 1 - 2 | Kochi United (4) | Izumo                                 |  |
| 13:00 JST             |                       |       |                  | Estadio: Hamayama Park Athletic Field |  |

| 21 de mayo Partido 15 | Iwate Grulla Morioka (3) | 4 - 0 | Criacao Shinjuku (4) | Morioka                 |  |
| 13:00 JST             |                          |       |                      | Estadio: Iwagin Stadium |  |

| 21 de mayo Partido 16 | Tonan Maebashi (6) | 3 - 4 | Yamanashi Gakuin Pegasus (6) | Maebashi                               |  |
| 13:00 JST             |                    |       |                              | Estadio: Earth Care Shikishima Stadium |  |

| 21 de mayo Partido 17 | SC Sagamihara (3) | 2 - 1 | Universidad Internacional de Tokyo FC (5) | Hiratsuka                            |  |
| 13:00 JST             |                   |       |                                           | Estadio: Lemon Gas Stadium Hiratsuka |  |

| 21 de mayo Partido 18 | Verspah Oita (4) | 2 - 1 | Baleine Shimonoseki (5) | Oita                                        |  |
| 13:00 JST             |                  |       |                         | Estadio: Resonac Soccer/Rugby Field A Court |  |

| 21 de mayo Partido 19 | SRC Hiroshima (5) | 1 - 3 | FC Tokushima (5) | Fukuyama                  |  |
| 13:00 JST             |                   |       |                  | Estadio: Fukuyama Stadium |  |

| 21 de mayo Partido 20 | FC Imabari (3) | 1 - 0 | Mitsubishi Nagasaki (7) | Matsuyama                  |  |
| 13:00 JST             |                |       |                         | Estadio: Ningineer Stadium |  |

| 20 de mayo Partido 21 | FC Gifu (3) | 2 - 1 | Universidad SB Niigata (5) | Gifu                            |  |
| 13:00 JST             |             |       |                            | Estadio: Gifu Nagaragawa Meadow |  |

| 20 de mayo Partido 22 | Fukushima United (3) | 4 - 0 | Universidad North Asia (5) | Fukushima             |  |
| 13:00 JST             |                      |       |                            | Estadio: Toho Stadium |  |

| 20 de mayo Partido 23 | Tegevajaro Miyazaki (3) | 3 - 0 | Universidad de Tokai - Kumamoto | Shintomi                           |  |
| 13:00 JST             |                         |       |                                 | Estadio: Unilever Stadium Shintomi |  |

| 21 de mayo Partido 24 | FC Ryukyu (3) | 2 - 1 | Mitsubishi Mizushima (5) | Okinawa                              |  |
| 13:00 JST             |               |       |                          | Estadio: Tapic Kenso Hiyagon Stadium |  |

## Segunda ronda
Todos de la J1 League 2023 y J2 League 2023 comenzaron a competir desde esta ronda. La mayoría de los equipos profesionales jugaron contra otros de su propia prefectura. De cualquier manera, el número de equipos de estas ligas combinadas con la cantidad de equipos requeridos, algunos tuvieron que jugar sus partidos fuera de casa. Estos equipos visitantes terminaron entre el puesto 15.º y 20.º en la J2 League 2022 o fueron promovidos desde la J3 League 2022, y se enfrentaron a equipos que terminaron entre el puesto 7.º y 14.º de la J2 League 2022.
| 7 de junio Partido 25 | Yokohama F Marinos (1)  | 2–0 | Briobecca Urayasu (3) | Yokohama                                       |  |
| 19:00 JST             | Inoue 26' · Eduardo 67' |     |                       | Estadio: NHK Spring Mitsuzawa Football Stadium |  |

| 7 de junio Partido 26 | Zweigen Kanazawa | 2–3 | Machida Zelvia | Kanazawa                            |  |
| 19:00 JST             |                  |     |                | Estadio: Ishikawa Athletics Stadium |  |

| 7 de junio Partido 27 | Kyoto Sanga | 2–2 (a.e.t.) (9–10 p) | Kataller Toyama | Kioto                            |  |
| 19:00 JST             |             |                       |                 | Estadio: Takebishi Stadium Kyoto |  |

| 7 de junio Partido 28 | Albirex Niigata | 1–0 | Reilac Shiga | Niigata                         |  |
| 19:00 JST             |                 |     |              | Estadio: Estadio del Gran Cisne |  |

| 7 de junio Partido 29 | Nagoya Grampus | 3–2 | Veertien Mie | Nagoya                               |  |
| 19:00 JST             |                |     |              | Estadio: Paloma Mizuho Rugby Stadium |  |

| 7 de junio Partido 30 | Vegalta Sendai | 1–0 | Fujieda MYFC | Sendai                         |  |
| 19:00 JST             |                |     |              | Estadio: Yurtec Stadium Sendai |  |

| 7 de junio Partido 31 | Urawa Red Diamonds | 1–0 (a.e.t.) | Universidad de Kansai | Saitama                       |  |
| 19:00 JST             |                    |              |                       | Estadio: Urawa Komaba Stadium |  |

| 7 de junio Partido 32 | Montedio Yamagata | 1–0 | Sony Sendai | Tendō                             |  |
| 19:00 JST             |                   |     |             | Estadio: ND Soft Stadium Yamagata |  |

| 7 de junio Partido 33 | Kashima Antlers | 3–0 | Honda | Kashima                         |  |
| 19:00 JST             |                 |     |       | Estadio: Kashima Soccer Stadium |  |

| 7 de junio Partido 34 | V-Varen Nagasaki | 0–1 | Ventforet Kofu | Nagasaki                              |  |
| 19:00 JST             |                  |     |                | Estadio: Transcosmos Stadium Nagasaki |  |

| 14 de junio Partido 35 | Vissel Kobe | 3–1 | Nagano Parceiro | Kobe                         |  |
| 19:00 JST              |             |     |                 | Estadio: Noevir Stadium Kobe |  |

| 7 de junio Partido 36 | Júbilo Iwata | 2–0 | Kamatamare Sanuki | Shizuoka                |  |
| 19:00 JST             |              |     |                   | Estadio: Yamaha Stadium |  |

| 7 de junio Partido 37 | Cerezo Osaka | 5–0 | Cento Cuore Harima | Osaka                          |  |
| 19:00 JST             |              |     |                    | Estadio: Yodoko Sakura Stadium |  |

| 7 de junio Partido 38 | JEF United Chiba | 0–1 | Omiya Ardija | Chiba                        |  |
| 19:00 JST             |                  |     |              | Estadio: Fukuda Denshi Arena |  |

| 7 de junio Partido 39 | Shonan Bellmare | 6–1 | BTOP Hokkaido | Hiratsuka                            |  |
| 19:00 JST             |                 |     |               | Estadio: Lemon Gas Stadium Hiratsuka |  |

| 7 de junio Partido 40 | Fagiano Okayama | 2–1 | Giravanz Kitakyushu | Okayama                     |  |
| 19:00 JST             |                 |     |                     | Estadio: City Light Stadium |  |

| 7 de junio Partido 41 | Kawasaki Frontale | 3–1 | Tochigi City | Kawasaki                  |  |
| 19:00 JST             |                   |     |              | Estadio: Todoroki Stadium |  |

| 7 de junio Partido 42 | Mito HollyHock | 1–0 | Renofa Yamaguchi | Mito                            |  |
| 19:00 JST             |                |     |                  | Estadio: K's denki Stadium Mito |  |

| 7 de junio Partido 43 | Gamba Osaka | 1–2 | Kochi United | Suita                            |  |
| 19:00 JST             |             |     |              | Estadio: Panasonic Stadium Suita |  |

| 21 de junio Partido 44 | Yokohama FC | 4–1 | Iwate Grulla Morioka | Yokohama                                       |  |
| 19:00 JST              |             |     |                      | Estadio: NHK Spring Mitsuzawa Football Stadium |  |

| 7 de junio Partido 45 | Kashiwa Reysol | 7–1 | Yamanashi Gakuin University | Kashiwa                                  |  |
| 19:00 JST             |                |     |                             | Estadio: Sankyo Frontier Kashiwa Stadium |  |

| 7 de junio Partido 46 | Tokushima Vortis | 2–1 (a.e.t.) | Iwaki FC | Tokushima                    |  |
| 19:00 JST             |                  |              |          | Estadio: Pocarisweat Stadium |  |

| 7 de junio Partido 47 | Consadole Sapporo | 3–0 | Sagamihara | Sapporo                                 |  |
| 19:00 JST             |                   |     |            | Estadio: Sapporo Atsubetsu Park Stadium |  |

| 7 de junio Partido 48 | Oita Trinita | 0–1 | Verspah Oita | Oita                       |  |
| 19:00 JST             |              |     |              | Estadio: Resonac Dome Oita |  |

| 7 de junio Partido 49 | Sanfrecce Hiroshima | 5–0 | Tokushima | Fukuyama                  |  |
| 19:00 JST             |                     |     |           | Estadio: Fukuyama Stadium |  |

| 7 de junio Partido 50 | Blaublitz Akita | 1–2 | Tochigi SC | Akita                 |  |
| 19:00 JST             |                 |     |            | Estadio: Soyu Stadium |  |

| 7 de junio Partido 51 | Avispa Fukuoka | 2–0 | Imabari | Fukuoka                     |  |
| 19:00 JST             |                |     |         | Estadio: Best Denki Stadium |  |

| 7 de junio Partido 52 | Shimizu S-Pulse (2) | 1–2 | FC Gifu (3) | Shizuoka                        |  |
| 19:00 JST             |                     |     |             | Estadio: IAI Stadium Nihondaira |  |

| 7 de junio Partido 53 | FC Tokyo (1) | 3–1 | Fukushima United (3) | Tokio                      |  |
| 19:00 JST             |              |     |                      | Estadio: Ajinomoto Stadium |  |

| 7 de junio Partido 54 | Tokyo Verdy | 2–1 | Thespakusatsu Gunma | Tokio                               |  |
| 18:30 JST             |             |     |                     | Estadio: Ajinomoto Field Nishigaoka |  |

| 7 de junio Partido 55 | Sagan Tosu | 5–1 | Tegevajaro Miyazaki | Tosu                                |  |
| 19:00 JST             |            |     |                     | Estadio: Ekimae Real Estate Stadium |  |

| 21 de junio Partido 56 | Roasso Kumamoto | 2–2 (a.e.t.) (5–4 p) | Ryukyu | Kumamoto                    |  |
| 19:00 JST              |                 |                      |        | Estadio: Egao Kenko Stadium |  |

## Tercera ronda
Esta fase la disputaron los 32 ganadores de la ronda anterior, los partidos se jugaron el 12 y 19 de julio de 2023.
| Equipo 1                   | Resultado      | Equipo 2          |
| -------------------------- | -------------- | ----------------- |
| Yokohama F. Marinos        | 1–4            | Machida Zelvia    |
| Nagoya Grampus             | 1–1 (5–4 p.)   | Vegalta Sendai    |
| Urawa Red Diamonds         | 1–0            | Montedio Yamagata |
| Kashima Antlers            | 1–1 (10–11 p.) | Ventforet Kofu    |
| Vissel Kobe                | 5–2            | Júbilo Iwata      |
| Cerezo Osaka               | 3–1            | Omiya Ardija      |
| Shonan Bellmare            | 2–0            | Fagiano Okayama   |
| Kawasaki Frontale          | 2–1            | Mito HollyHock    |
| Kochi United               | 1–0            | Yokohama F. C.    |
| Kashiwa Reysol             | 2–0            | Tokushima Vortis  |
| Hokkaido Consadole Sapporo | 5–2            | Verspah Oita      |
| Sanfrecce Hiroshima        | 0–2            | Tochigi           |
| Avispa Fukuoka             | 2–1            | Gifu              |
| F. C. Tokio                | 1–1 (9–8 p.)   | Tokyo Verdy       |
| Sagan Tosu                 | 3–4            | Roasso Kumamoto   |
| Kataller Toyama            | 3–4 (t. s.)    | Albirex Niigata   |

## Fase final

### Cuadro de desarrollo
|  | Octavos de final       | Octavos de final  |                   |       | Cuartos de final | Cuartos de final |  |  | Semifinales  | Semifinales  |  |  | Final          | Final          |
|  | 2 de agosto            | 2 de agosto       |                   |       | 30 de agosto     | 30 de agosto     |  |  | 8 de octubre | 8 de octubre |  |  | 9 de diciembre | 9 de diciembre |
|  |                        |                   |                   |       |                  |                  |  |  |              |              |  |  |                |                |
|  |                        |                   |                   |       |                  |                  |  |  |              |              |  |  |                |                |
|  |                        |                   |                   |       |                  |                  |  |  |              |              |  |  |                |                |
|  | Machida Zelvia         | 0                 |                   |       |                  |                  |  |  |              |              |  |  |                |                |
|  | Machida Zelvia         | 0                 |                   |       |                  |                  |  |  |              |              |  |  |                |                |
|  | Albirex Niigata        | 1                 |                   |       |                  |                  |  |  |              |              |  |  |                |                |
|  | Albirex Niigata        | 1                 | Albirex Niigata   | 2 (3) |                  |                  |  |  |              |              |  |  |                |                |
|  |                        |                   |                   | 2 (3) |                  |                  |  |  |              |              |  |  |                |                |
|  |                        | Kawasaki Frontale | 2 (4)             |       |                  |                  |  |  |              |              |  |  |                |                |
|  | Kawasaki Frontale      | Kawasaki Frontale | 2 (4)             | 1     |                  |                  |  |  |              |              |  |  |                |                |
|  | Kawasaki Frontale      |                   |                   | 1     |                  |                  |  |  |              |              |  |  |                |                |
|  | Kochi United           | 0                 |                   |       |                  |                  |  |  |              |              |  |  |                |                |
|  | Kochi United           | 0                 | Kawasaki Frontale | 4     |                  |                  |  |  |              |              |  |  |                |                |
|  |                        |                   |                   | 4     |                  |                  |  |  |              |              |  |  |                |                |
|  |                        | Avispa Fukuoka    | 2                 |       |                  |                  |  |  |              |              |  |  |                |                |
|  | Tochigi                | Avispa Fukuoka    | 2                 | 2     |                  |                  |  |  |              |              |  |  |                |                |
|  | Tochigi                |                   |                   | 2     |                  |                  |  |  |              |              |  |  |                |                |
|  | Avispa Fukuoka (t. s.) | 4                 |                   |       |                  |                  |  |  |              |              |  |  |                |                |
|  | Avispa Fukuoka (t. s.) | 4                 | Avispa Fukuoka    | 3     |                  |                  |  |  |              |              |  |  |                |                |
|  |                        |                   |                   | 3     |                  |                  |  |  |              |              |  |  |                |                |
|  |                        | Shonan Bellmare   | 1                 |       |                  |                  |  |  |              |              |  |  |                |                |
|  | Cerezo Osaka           | Shonan Bellmare   | 1                 | 1 (4) |                  |                  |  |  |              |              |  |  |                |                |
|  | Cerezo Osaka           |                   |                   | 1 (4) |                  |                  |  |  |              |              |  |  |                |                |
|  | Shonan Bellmare        | 1 (5)             |                   |       |                  |                  |  |  |              |              |  |  |                |                |
|  | Shonan Bellmare        | 1 (5)             | Kawasaki Frontale | 0 (8) |                  |                  |  |  |              |              |  |  |                |                |
|  |                        |                   |                   | 0 (8) |                  |                  |  |  |              |              |  |  |                |                |
|  |                        | Kashiwa Reysol    | 0 (7)             |       |                  |                  |  |  |              |              |  |  |                |                |
|  | F. C. Tokio            | Kashiwa Reysol    | 0 (7)             | 0     |                  |                  |  |  |              |              |  |  |                |                |
|  | F. C. Tokio            |                   |                   | 0     |                  |                  |  |  |              |              |  |  |                |                |
|  | Roasso Kumamoto        | 2                 |                   |       |                  |                  |  |  |              |              |  |  |                |                |
|  | Roasso Kumamoto        | 2                 | Roasso Kumamoto   | 1 (4) |                  |                  |  |  |              |              |  |  |                |                |
|  |                        |                   |                   | 1 (4) |                  |                  |  |  |              |              |  |  |                |                |
|  |                        | Vissel Kobe       | 1 (3)             |       |                  |                  |  |  |              |              |  |  |                |                |
|  | Ventforet Kofu         | Vissel Kobe       | 1 (3)             | 1     |                  |                  |  |  |              |              |  |  |                |                |
|  | Ventforet Kofu         |                   |                   | 1     |                  |                  |  |  |              |              |  |  |                |                |
|  | Vissel Kobe            | 4                 |                   |       |                  |                  |  |  |              |              |  |  |                |                |
|  | Vissel Kobe            | 4                 | Roasso Kumamoto   | 0     |                  |                  |  |  |              |              |  |  |                |                |
|  |                        |                   |                   | 0     |                  |                  |  |  |              |              |  |  |                |                |
|  |                        | Kashiwa Reysol    | 4                 |       |                  |                  |  |  |              |              |  |  |                |                |
|  | Kashiwa Reysol         | Kashiwa Reysol    | 4                 | 1     |                  |                  |  |  |              |              |  |  |                |                |
|  | Kashiwa Reysol         |                   |                   | 1     |                  |                  |  |  |              |              |  |  |                |                |
|  | Consadole Sapporo      | 0                 |                   |       |                  |                  |  |  |              |              |  |  |                |                |
|  | Consadole Sapporo      | 0                 | Kashiwa Reysol    | 2     |                  |                  |  |  |              |              |  |  |                |                |
|  |                        |                   |                   | 2     |                  |                  |  |  |              |              |  |  |                |                |
|  |                        | Nagoya Grampus    | 0                 |       |                  |                  |  |  |              |              |  |  |                |                |
|  | Nagoya Grampus         | Nagoya Grampus    | 0                 | 3     |                  |                  |  |  |              |              |  |  |                |                |
|  | Nagoya Grampus         |                   |                   | 3     |                  |                  |  |  |              |              |  |  |                |                |
|  | Urawa Red Diamonds     | 0                 |                   |       |                  |                  |  |  |              |              |  |  |                |                |
|  | Urawa Red Diamonds     | 0                 |                   |       |                  |                  |  |  |              |              |  |  |                |                |

- Los horarios corresponde a la hora local de Japón (UTC+9).

### Octavos de final
| 2 de agosto | Machida Zelvia | 0 – 1   | Albirex Niigata | Estadio Machida GION, Machida |                             |
| 19:00       |                | Reporte | Komi 90'        | Árbitro(s): Yoshiro Imamura   | Árbitro(s): Yoshiro Imamura |

| 2 de agosto | Nagoya Grampus                        | 3 – 0   | Urawa Red Diamonds | Estadio Toyota, Toyota   |                          |
| 19:00       | - Mateus 25' - Junker 75' - Izumi 83' | Reporte |                    | Árbitro(s): Takuto Okabe | Árbitro(s): Takuto Okabe |

| 2 de agosto | Ventforet Kofu | 1 – 4   | Vissel Kobe                                             | Estadio JIT Recycle Ink, Kōfu |                           |
| 19:00       | Miyazaki 20'   | Reporte | - Mancha 52' (a.g.) - Mutō 59' - Ōsako 78' - Patric 86' | Árbitro(s): Hajime Matsuo     | Árbitro(s): Hajime Matsuo |

| 2 de agosto | Cerezo Osaka                                                       | 1 – 1 (t. s.)(4 – 5 p.)    | Shonan Bellmare                                                  | Estadio Yodoko Sakura, Osaka |                         |
| 19:00       | Léo Ceará 90+4' (pen.)                                             | Reporte                    | Ohashi 12' (pen.)                                                | Árbitro(s): Masuya Ueda      | Árbitro(s): Masuya Ueda |
|             |                                                                    | Tiros desde el punto penal |                                                                  |                              |                         |
|             | - Maikuma - Funaki - Léo Ceará - Watanabe - Kagawa - Kitano - Arai |                            | - Tanaka - Suzuki - Ishii - Okuno - Yamada - Sugioka - Matsumura |                              |                         |

| 2 de agosto | Kawasaki Frontale | 1 – 0   | Kochi United | Estadio Todoroki Kawasaki, Kawasaki |                       |
| 19:00       | Sasaki 14'        | Reporte |              | Árbitro(s): Koei Koya               | Árbitro(s): Koei Koya |

| 2 de agosto | Kashiwa Reysol | 1 – 0   | Consadole Sapporo | Estadio Sankyo Frontier, Kashiwa |                          |
| 19:00       | Shiihashi 90'  | Reporte |                   | Árbitro(s): Shu Kawamata         | Árbitro(s): Shu Kawamata |

| 2 de agosto | Tochigi                  | 2 – 4 (t. s.) | Avispa Fukuoka                                             | Estadio Kanseki Tochigi, Utsunomiya |                               |
| 19:00       | Nemoto 45+3' (pen.), 51' | Reporte       | - Sato 20' - Wellington 54' - Lukian 114' - Yamagishi 117' | Árbitro(s): Kazuyoshi Enomoto       | Árbitro(s): Kazuyoshi Enomoto |

| 2 de agosto | F. C. Tokio | 0 – 2   | Roasso Kumamoto                     | Estadio Ajinomoto, Chōfu     |                              |
| 19:00       |             | Reporte | - Hirakawa 4' (pen.) - Matsuoka 54' | Árbitro(s): Atsushi Kamimura | Árbitro(s): Atsushi Kamimura |

### Cuartos de final
| 30 de agosto | Albirex Niigata                                | 2 – 2 (t. s.)(3 – 4 p.)    | Kawasaki Frontale                               | Denka Big Swan Stadium, Niigata                          |                                                          |
| 19:00        | - Taniguchi 30' - Hayakawa 120+1'              | Reporte                    | - Seko 68' - Yamada 109'                        | Asistencia: 10 287 espectadores Árbitro(s): Yusuke Araki | Asistencia: 10 287 espectadores Árbitro(s): Yusuke Araki |
|              |                                                | Tiros desde el punto penal |                                                 |                                                          |                                                          |
|              | - Suzuki - Mito - Danilo Gomes - Horigome - Ko |                            | - Kobayashi - Segawa - Yamamura - Tono - Yamada |                                                          |                                                          |

| 30 de agosto | Avispa Fukuoka                  | 3 – 1   | Shonan Bellmare | Best Denki Stadium, Fukuoka                               |                                                           |
| 19:00        | - Yamagishi 44', 67' - Sato 73' | Reporte | Suzuki 4'       | Asistencia: 3325 espectadores Árbitro(s): Hiroki Kasahara | Asistencia: 3325 espectadores Árbitro(s): Hiroki Kasahara |

| 30 de agosto | Roasso Kumamoto                                      | 1 – 1 (t. s.)(4 – 3 p.)    | Vissel Kobe                              | Estadio Egao Kenkō, Kumamoto                                  |                                                               |
| 19:00        | Hirakawa 60'                                         | Reporte                    | Jean Patric 87'                          | Asistencia: 10 512 espectadores Árbitro(s): Takafumi Mikuriya | Asistencia: 10 512 espectadores Árbitro(s): Takafumi Mikuriya |
|              |                                                      | Tiros desde el punto penal |                                          |                                                               |                                                               |
|              | - Kuroki - Higashiyama - Tashiro - Aihara - Hirakawa |                            | - Ōsako - Mutō - Yamaguchi - Ōsaki - Ide |                                                               |                                                               |

| 30 de agosto | Kashiwa Reysol                      | 2 – 0   | Nagoya Grampus | Estadio Sankyo Frontier, Kashiwa                      |                                                       |
| 19:00        | - Toshima 69' - Matheus Sávio 90+3' | Reporte |                | Asistencia: 6156 espectadores Árbitro(s): Jumpei Iida | Asistencia: 6156 espectadores Árbitro(s): Jumpei Iida |

### Semifinales
| 8 de octubre | Kawasaki Frontale                                           | 4 – 2   | Avispa Fukuoka                 | Estadio Todoroki Kawasaki, Kawasaki |                              |
| 13:10        | - Yamamura 5' - Tachibanada 53' - Marcinho 70' - Damião 81' | Reporte | - Kanamori 42' - Tsuruno 90+6' | Árbitro(s): Futoshi Nakamura        | Árbitro(s): Futoshi Nakamura |

| 8 de octubre | Roasso Kumamoto | 0 – 4   | Kashiwa Reysol                                              | Estadio Hitachi Kashiwa, Kashiwa |                          |
| 15:30        |                 | Reporte | - Toshima 9' - Katayama 45+4' - Hosoya 54' - Takamine 90+4' | Árbitro(s): Yusuke Araki         | Árbitro(s): Yusuke Araki |

### Final
| 9 de diciembre | Kawasaki Frontale                                                                                           | 0 – 0 (t. s.)(8 – 7 p.)    | Kashiwa Reysol                                                                                            | Estadio Nacional, Tokio                                     |                                                             |
| 14:00          | | Reporte                    | | Asistencia: 62 637 espectadores Árbitro(s): Hiroyuki Kimura | Asistencia: 62 637 espectadores Árbitro(s): Hiroyuki Kimura |
|                | | Tiros desde el punto penal | |                                                             |                                                             |
|                | - Ienaga - Segawa - Yamamura - Tachibanada - Gomis - Noborizato - Tono - Yamane - Schmidt - Jung Sung-ryong |                            | - Matheus Sávio - Hosoya - Toshima - Sento - Mutō - Katayama - Yamamoto - Kawaguchi - Tatsuta - Matsumoto |                                                             |                                                             |

|                                      |
| Bandera de Japón                     |
| Campeón Kawasaki Frontale 2.º título |